# 新加坡總督

新加坡總督旗 (1946年–1959年)

新加坡總督（英語：Governor of Singapore），中文別稱星洲總督、星加坡總督，是殖民地時期英國派駐新加坡的英國君主代表。新加坡前两名驻扎官为法夸尔和克劳福。新加坡在1826-1946年是由海峽殖民地總督所管治的，但在第二次世界大戰以後，新加坡脫離海峽殖民地，於1946年4月1日自成為獨立的王室殖民地，從此新加坡不再由海峽殖民地總督管治，並改置新加坡總督一職。在1959年6月，新加坡獲得自治地位，總督一職改由新加坡元首取代，至此新加坡總督僅歷四任13年。

## 歷任驻扎官列表
| 中文名      | 英文名           | 任期                         |
| 威廉·法夸尔 | William Farquhar | 1819年2月6日－1823年5月1日   |
| 约翰·克劳福 | John Crawfurd    | 1823年5月27日－1826年8月15日 |

## 歷任總督列表
| 中文名             | 英文名                               | 任期                           |
| 詹遜爵士，又譯金遜 | Sir Franklin Charles Gimson          | 1946年4月1日－1952年11月15日   |
| 列誥爵士，又譯尼高 | Sir John Fearns Nicoll               | 1952年11月15日－1954年12月22日 |
| 柏立基爵士         | Sir Robert Brown Black               | 1954年12月22日－1957年12月9日  |
| 顧德爵士，又譯古德 | Sir William Allmond Codrington Goode | 1957年12月9日－1959年6月2日    |

## 請參見
- 新加坡歷史
- 新加坡布政司
- 海峽殖民地總督
- 新加坡總統
- 新加坡殖民地